# Lescuraea robusta
Lescuraea robusta là một loài Rêu trong họ Leskeaceae. Loài này được Lindb. mô tả khoa học đầu tiên năm 1872.